# Michail Sosnin
Michail Sosnin (russisch Михаил Соснин; * 22. September 1990) ist ein russischer Skilangläufer.

## Werdegang
Sosnin bestritt erstmals im Jahr 2008 Rennen im Eastern Europe Cup; sein erstes Top-20-Resultat in dieser Serie erzielte er im November 2012 mit Rang 16 über 15 km klassisch in Werschina Tjoi. Sein Debüt im Skilanglauf-Weltcup gab Sosnin im Februar 2013 in Sotschi, wo er im Skiathlon auf den 46. Platz kam. Im Dezember 2014 platzierte er sich mit Rang sechs über 15 km Freistil in Krasnogorsk erstmals unter den besten Zehn im Eastern Europe Cup. Bei seinem insgesamt zweiten Weltcupeinsatz im Januar 2015 in Rybinsk belegte Sosnin Rang 25 über 15 km Freistil und erzielte seine ersten Weltcuppunkte.

## Siege bei Continental-Cup-Rennen
| Nr. | Datum             | Ort             | Disziplin       | Serie        |
| --- | ----------------- | --------------- | --------------- | ------------ |
| 1.  | 16. Dezember 2019 | Alpensia Resort | 10 km klassisch | Far East Cup |
| 2.  | 17. Dezember 2019 | Alpensia Resort | 10 km Freistil  | Far East Cup |